# Roztoky u Semil
Roztoky u Semil jsou obec v okrese Semily v Libereckém kraji. Žije zde 106 obyvatel

## Historie
První písemná zmínka o obci pochází z roku 1356.

## Obyvatelstvo
| Rok            | 1869 | 1880 | 1890 | 1900 | 1910 | 1921 | 1930 | 1950 | 1961 | 1970 | 1980 | 1991 | 2001 | 2011 | 2021 |
| -------------- | ---- | ---- | ---- | ---- | ---- | ---- | ---- | ---- | ---- | ---- | ---- | ---- | ---- | ---- | ---- |
| Počet obyvatel | 564  | 539  | 585  | 562  | 471  | 440  | 462  | 302  | 284  | 239  | 218  | 156  | 135  | 128  | 119  |
| Počet domů     | 92   | 97   | 97   | 97   | 96   | 86   | 92   | 92   | 83   | 77   | 66   | 86   | 89   | 89   | 86   |

## Obecní symboly
Znak a vlajka byly obci uděleny rozhodnutím předsedkyně Poslanecké sněmovny Parlamentu České republiky dne 8. listopadu 2024.

## Pamětihodnosti
- Roztocký mlýn (turisticky přístupný) v údolí Staroveského potoka
- Socha Panny Marie Immaculaty
- Socha svatého Jana Nepomuckého
- Socha Panny Marie v naději na vrchu Buč nad vsí
- Sloup se sochou Panny Marie Bozkovské v osadě Dolenec

## Osobnosti
- Doc. PhDr. Růžena Váňová CSc. – vysokoškolská pedagožka